# Krasoumná jednota
Krasoumná jednota (někdy Krasoumná jednota pro Čechy, původní německý název: Kunstverein für Böhmen) byla společnost pro podporu umění existující v letech 1835–1940. Byla založena roku 1835 jako zemský spolek pro podporu výtvarného umění a třetinu jejích členů tvořila aristokracie. Ta měla většinu i v osmičlenném správním výboru. Poté, co se roku 1839 stal jednatelem tehdejší prezident Společnosti vlasteneckých přátel umění, hrabě Franz Anton II. von Thun und Hohenstein, stala se nejdůležitějším uměleckým spolkem 19. století činným v českých zemích. I dalšími prezidenty Jednoty byli představitelé české šlechty: Albrecht Kaunitz a Karel Buquoy.

## Činnost spolku
Počet přispívajících členů kolísal kolem 70, nejvýznamnějšími mecenáši byli císař František Josef I. a František Ferdinand d'Este. Štědrými mecenáši byli Thun-Hohensteinové, Lobkowiczové, Nostitzové, Schwarzenbergové, Buquoyové, Kaunitzové, ale též stavitel Josef Hlávka nebo Vojtěch Lanna mladší.
Jako čestní členové byli uváděni (i posmrtně) významní malíři (Christian Ruben, Jaroslav Čermák, Josef Vojtěch Hellich, Gabriel Cornelius Ritter von Max), sochař Emanuel Max, architekt Josef Schulz, mecenáši (Vojtěch Lanna mladší, hrabě Ervín Nostitz) nebo též od roku 1877 Böhmische Sparkasse (Česká spořitelna), která zaplatila náklady 2 milióny zlatých na stavbu budovy Rudolfina.
Jednota pořádala výroční prodejní výstavy (salony), nakupovala umělecká díla, vydávala grafické prémie. Formálně byla akciovou společností, založenou po vzoru podobných spolků v Německu.
Výroční výstavy se konaly v různých šlechtických sídlech, od roku 1852 v Akademii v prostorách Klementina, poté (1865) na Žofíně a od roku 1885 v Rudolfinu. Od podzimu 1929 byla výstavní síň Krasoumné jednoty (ve které vystavovali i jiní umělci) v Pštrossově ulici č. 12, Praha 1.
Podle stanov byla jedna pětina příjmů Jednoty odváděna do Veřejného fondu a rezervována na přímou podporu umění. Tento fond umožnil Jednotě financovat některé filantropické projekty (malířská výzdoba Belvederu a kaple sv. Anny v Katedrále sv. Víta, pomníky Karla IV. na Křižovnickém náměstí a maršála Radeckého na Malostranském náměstí) a pořádat výstavy zahraničních umělců z Paříže, Drážďan, Mnichova, Berlína, Düsseldorfu, Vídně nebo Skotska.
Roku 1920 Jednota uspořádala posmrtnou výstavu Bohumila Kubišty, 1921 Ladislava Sutnara. Na výstavách Krasoumné jednoty byli představeni Emil Nolde a Max Pechstein (1924), Josef Čapek (1924), Vlaho Bukovac, August Brömse, Wenzel Hablik (1925), Paul Klee (1926) a v roce 1929 Jednota zprostředkovala prodejní výstavu francouzských výtvarníků, kde bylo možno zakoupit díla Fernanda Légera, Henriho Matisse, Pabla Picassa, Georgese Rouaulta nebo Augusta Rodina.

## Výtvarníci zastoupení v Jednotě
- Vilém Amort (1864–1913), sochař
- Lili Gödlová-Brandhuberová, také Gödelová (1875–1953 nebo 1946), malířka, grafička
- Zdenka Braunerová (1858–1934), malířka
- Alois Bubák (1824–1870), malíř
- Jaroslav Čermák (1831–1878), malíř
- Hanuš Hackenschmied (1871–1953), malíř
- Jaroslav Herbst (1887–1971), malíř, sochař, řezbář
- František Hergesel (1857–1912), sochař
- Alois Kirnig (1840–1911), malíř
- Hanuš Knöchel (1850–1927), malíř
- Quido Kocian (1874–1928), sochař
- Ladislav Kofránek (1880–1924), sochař
- Adolf Kosárek (1830–1859), malíř
- Egon Josef Kossuth (1874–1949), malíř, grafik, fotograf
- Josef Kratina (1872–1950), sochař, řezbář
- Otakar Lebeda (1877–1901), malíř
- Antonín Lhota (1812–1905), malíř, profesor Akademie
- Antonín Mánes (1784–1843), malíř
- Karel Vítězslav Mašek (1865–1927), malíř, ilustrátor, pedagog
- Josef Mauder (1854–1920), sochař
- Jan Václav Mrkvička (Ivan) (1856–1938), malíř
- Josef Matěj Navrátil (1798–1865), malíř
- Otakar Nejedlý (1883–1957), malíř
- Max Oppenheimer (1885–1954), malíř
- Emil Orlik (1870–1932), malíř
- Julius Pfeiffer (1897–?), malíř
- Antonín Procházka (1849–1903), sochař
- Ferdinand Prokop (1880–?), malíř
- Bohuslav Schnirch (1845–1901), sochař
- Tomáš Seidan (1830–1890), sochař
- Jaroslav Šetelík (1881–1955), malíř
- Leopold Stephan (1826–1890), malíř
- Rudolf Vejrych (1882–1939), malíř
- Jaroslav Věšín (1859–1915), malíř
- Anton Wildt (1830–1883), sochař
- Růžena Zátková (1885–1923), malířka
- František Ženíšek (1849–1916), malíř